# Lopo Soares de Albergaria
Lopo Soares de Albergaria (Lisboa, ca. 1460 - Torres Vedras, 1520) va ser un influent noble i almirall portuguès que va arribar a ser el 3r governador de l'Índia portuguesa, a la qual va arribar el 1515. Anteriorment havia estat capitão-mor (capità major) i governador de la Costa d'Or portuguesa (moderna Ghana) del 15 de setembre de 1495 fins al 30 de juny de 1499.

## Governador de l'Índia

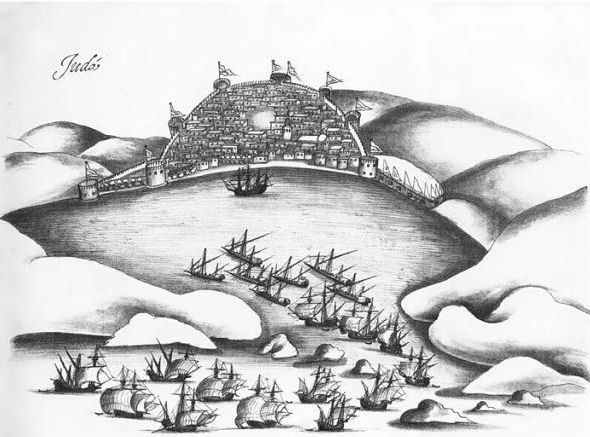
L'almirall otomà Selman Reis va defensar Jeddah contra els atacs portuguesos el 1517.

Lopo Soares de Albergaria (de vegades anomenat Lopo Soares de Alvarenga, o simplement Lopo Soares) va ser un noble comú, ben connectat amb la poderosa família de Almeida. Lopo Soares havia servit en termes reeixits (1495-1499) com a capità general de São Jorge dona Mina en la Costa d'Or Portuguesa (Àfrica occidental).
El 1504, Lopo Soares havia comandat la 6ª Armada de les Índies portugueses, considerada com una de les de més èxit de les primeres flotes de l'Índia, ja que Soares va portar de tornada a Portugal a la flota el 1505, gairebé intacta, amb una de les millors càrregues rebudes pel rei Manuel I de Portugal. Això el va col·locar en una bona posició per a futures preferències i nomenaments.
Al març de 1515, Lopo Soares va ser triat pel rei D. Manuel I per reemplaçar al llavors governador Alfonso d'Albuquerque i va ser nomenat 3r governador de l'Índia portuguesa. Va partir de Lisboa cap a l'Índia el 7 d'abril al comandament d'una flota de disset vaixells que transportava també una ambaixada a l'emperador d'Etiòpia, amb l'ambaixador portuguès Duarte Galvão, l'ambaixador Mateus d'Etiòpia (també conegut com a Mateo, l'armeni) que anava de viatge de retorn i el pare missioner Francisco Álvares. A l'agost, després d'haver sabut a través de contactes a Venècia que el sultà mameluc del Caire havia preparat una flota a Suez per lluitar contra els portuguesos, el rei Manuel es va penedir d'haver reemplaçat a Albuquerque, i immediatament va escriure a Albergaria perquè retornés el comandament de totes les operacions a Albuquerque, i li proporcionés els recursos per lluitar. No obstant això, quan va arribar la carta, Albuquerque ja havia mort.
Ja com a Governador a l'Índia, Albergaria va fer una expedició naval a la mar Roja el 1517, portant a bord l'ambaixada a l'emperador d'Etiòpia, amb la intenció que desembarquessin a la costa. Primer Lopo Soares va arribar al port d'Aden, que va oferir rendir-se però que el portuguès va renunciar a ocupar atès que no podia prescindir dels homes posats a càrrec de la guarnició del port. Fou derrotat per la flota otomana de Selman Reis, que va evitar que desembarqués a Jeddah i va incendiar Zeila però l'intent de desembarcar l'ambaixada al arribar al port de Massaua també va ser un fracàs, al no aconseguir Lopo Soares anar més enllà de l'arxipèlag Dahlak, i va ser finalment avortat després que morís Galvão Duarte a l'illa de Kamaran. (Álvares i Mateus es van veure obligats a esperar fins que arribés el reemplaçament de Albergaria, Diogo Lopes de Sequeira, amb un nou ambaixador, Rodrigo de Lima, el 1520.)
En 1518, Lopo Soares de Albergaria va capturar Ceilan (avui Sri Lanka) per al seu rei, després d'haver desembarcat a Colombo amb una gran flota. Aquí va ordenar la construcció d'un petit fort anomenat Nossa Senhora das Virtudes o Santa Bàrbara. No va aconseguir donar continuïtat al treball del Terribil (malnóm d'Afonso de Albuquerque) i va tenir diversos fracassos militars. Després de tres anys de govern de l'Índia, va tornar a Portugal, sent substituït pel ja esmentat Diogo Lopes de Sequeira.
Va viure per un temps a Val de Cambra, en el lloc de Portela de Vila Chã, en el Solar de Refojos. Es creu que va morir cap a 1520 a Torres Vedras.